# William Tooke
William Tooke (baptisé le 26 janvier 1744 – 17 novembre 1820), est un historien anglais.
Né à Islington, il fut ministre de l'église anglicane à Cronstadt en Russie, puis chapelain de la factorerie anglaise à Saint-Pétersbourg de 1774 à 1792.
On a de lui: 
- La Russie, Tableau historique des nations qui composent cet empire, 1780 ;
- Histoire de la Russie jusqu'à Catherine II, 1800 ;
- Vie de Catherine II, 1797 ;
- L'Empire russe sous Catherine II, 1799.

## Source
- Marie-Nicolas Bouillet  et Alexis Chassang (dir.), « William Tooke » dans Dictionnaire universel d’histoire et de géographie, 1878 (lire sur Wikisource)